# 宇宙廣場車站
宇宙廣場車站（日语：／ Kosumosukuea eki */?，其中「宇宙廣場」的官方英文寫法為「Cosmosquare」）是位於日本大阪市住之江區大阪港咲洲隧道收費站附近，隸屬於大阪市高速電氣軌道（大阪地下鐵）的鐵路車站。本站是該公司所屬的自動導引中運量運輸系統南港港城線（暱稱「NewTram」）的沿線車站，也是該路線與中央線的銜接點。

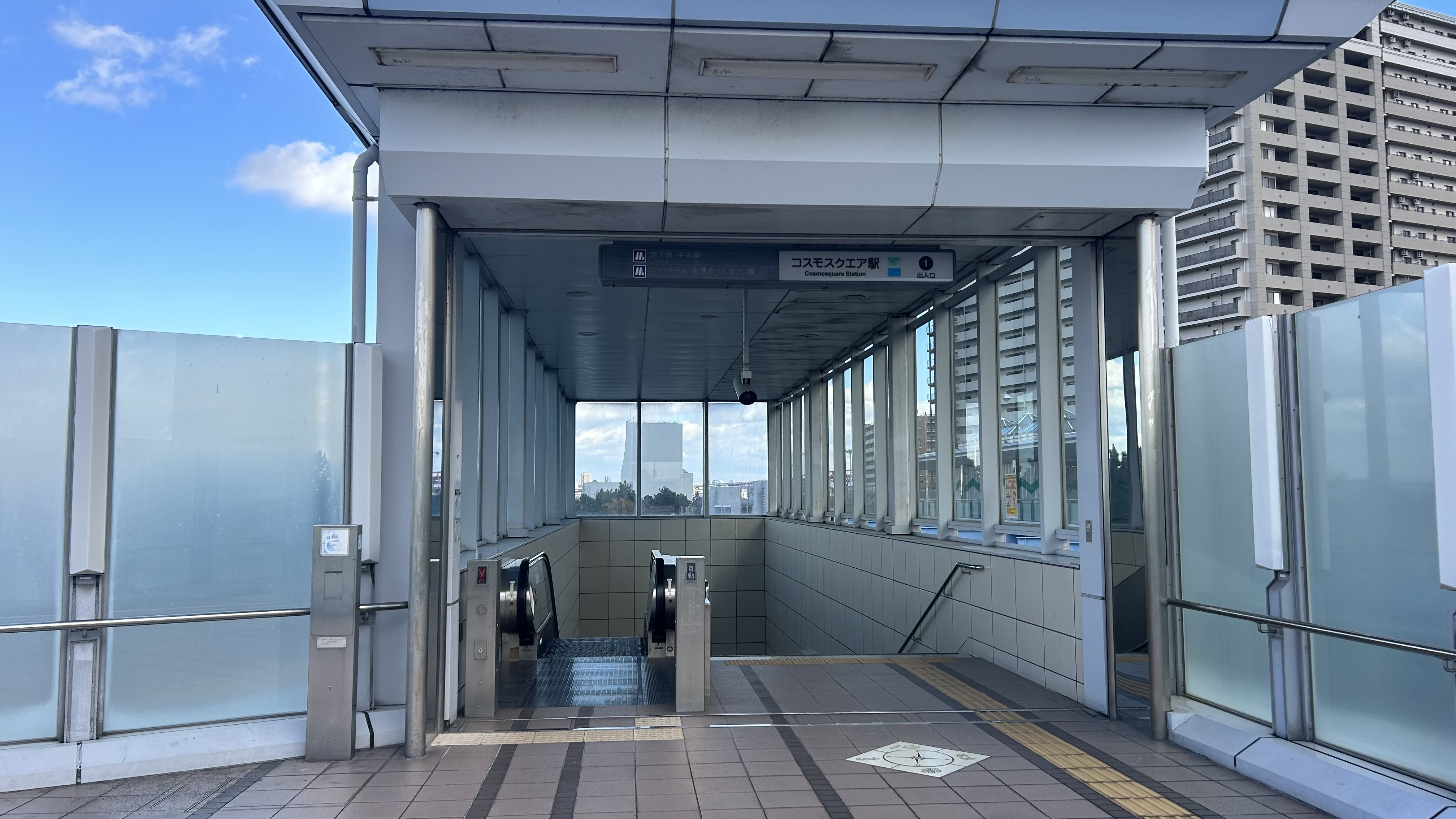
1號出入口（2024年12月）

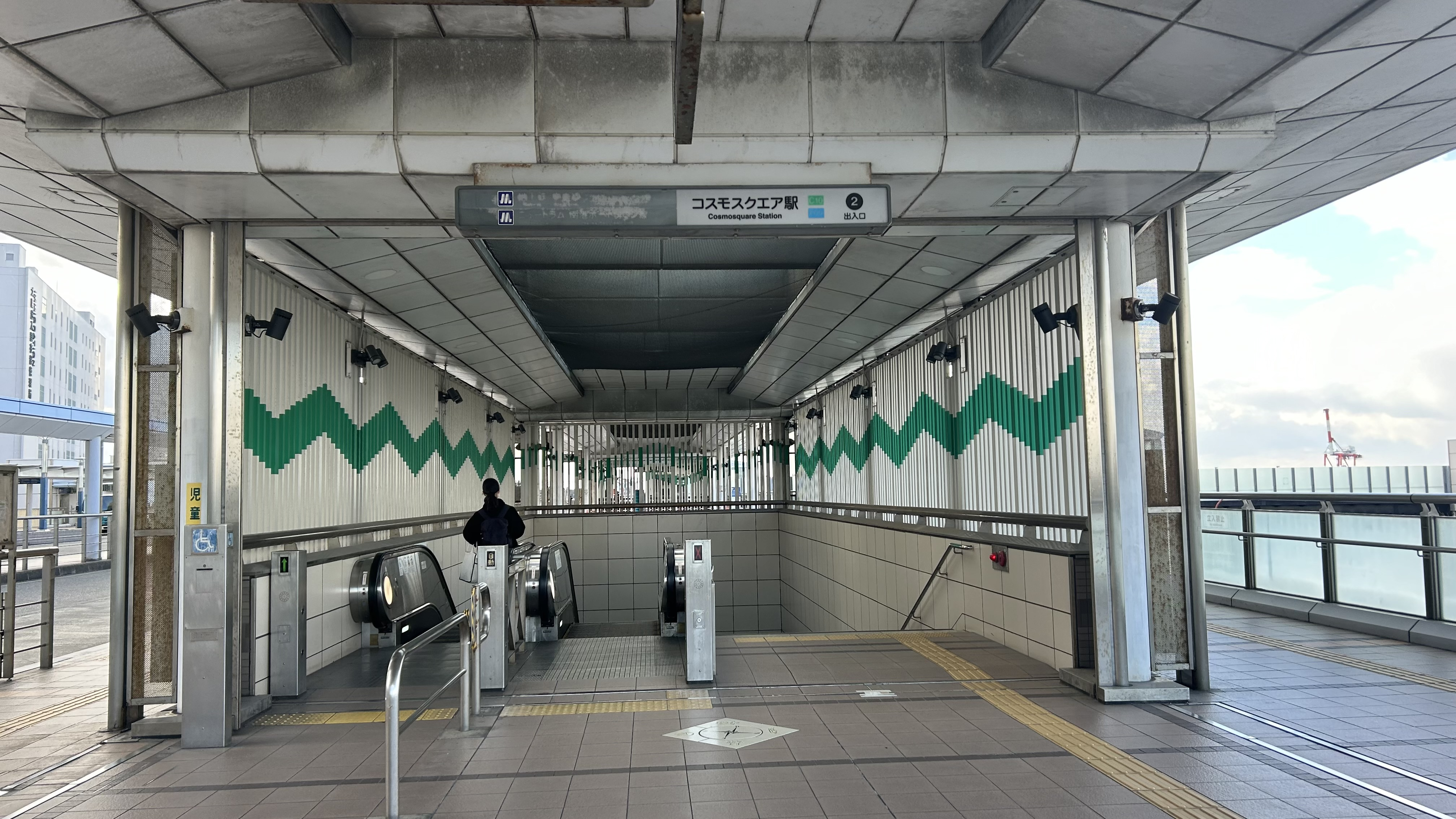
天橋上的2號出入口（2024年12月）

## 車站
本站是地下車站，兩條路線各配置有一座島式月台兩條乘車線。其中地下三樓為中央線月台，地下二樓為南港港城線月台。由於兩條路線目前都已統一由大阪地下鐵經營，因此共用同一個檢票口，沒有根據系統的不同而分開。

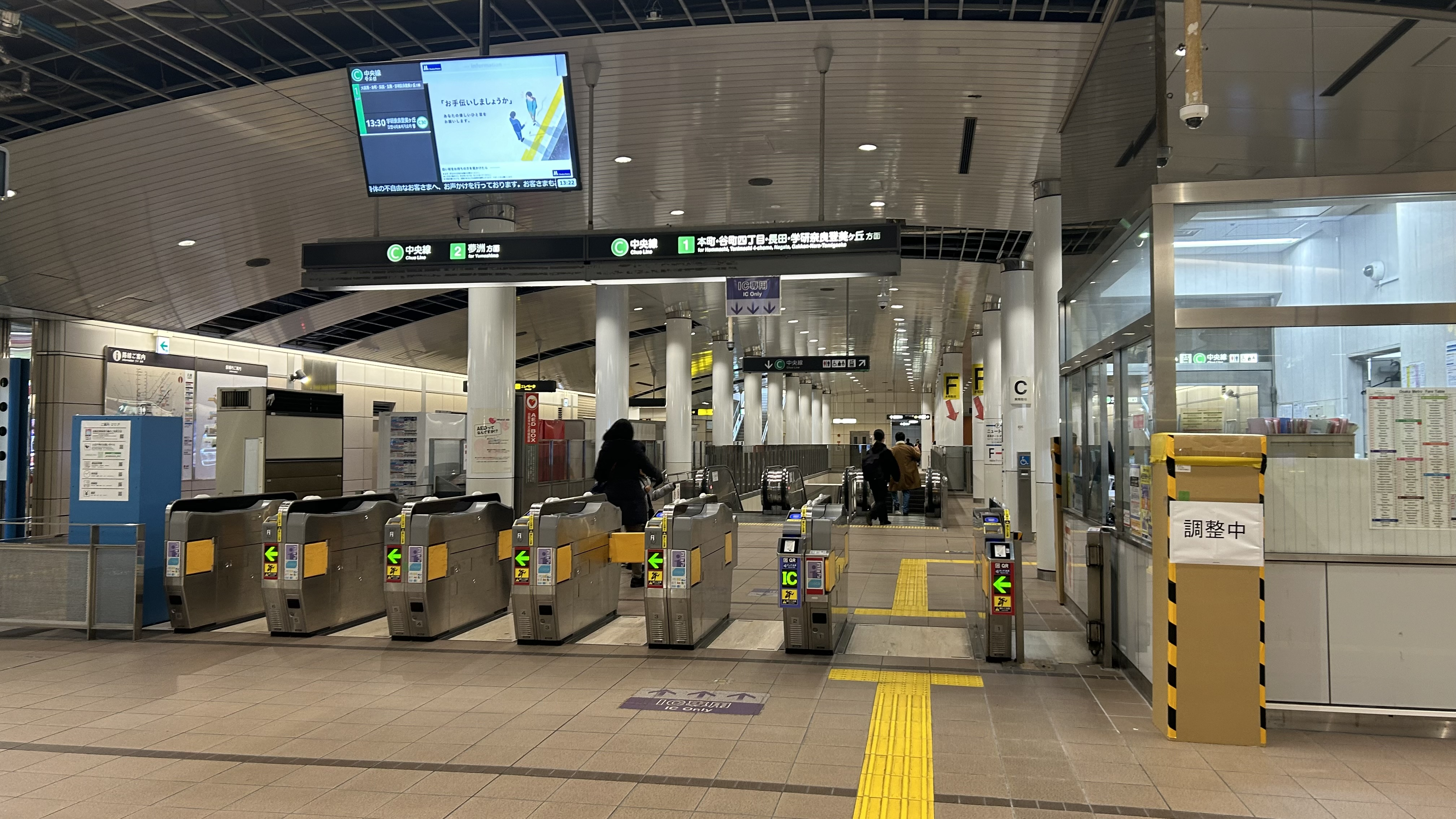
西驗票閘口（2024年12月）

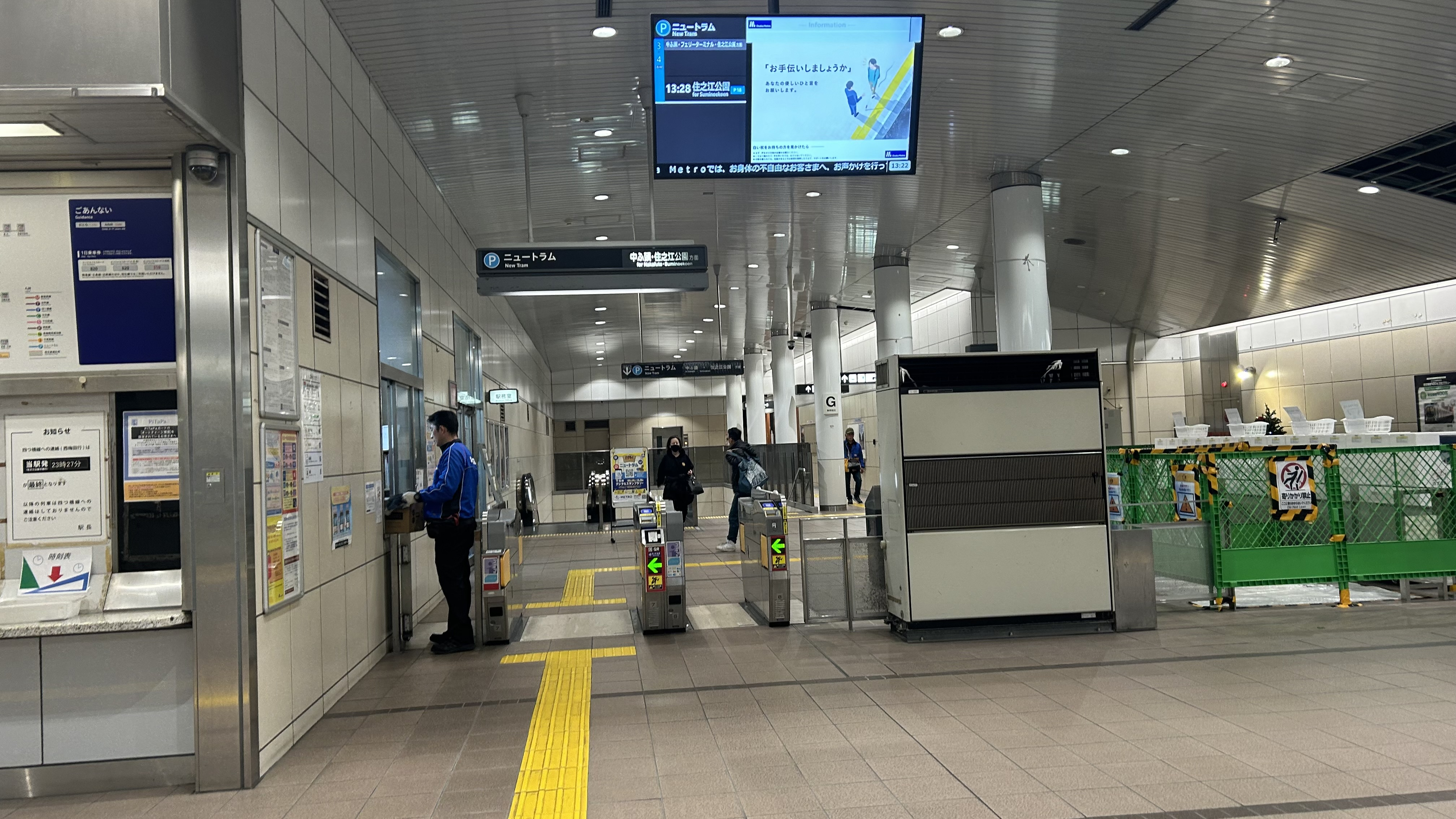
東驗票閘口（2024年12月）

### 月台配置

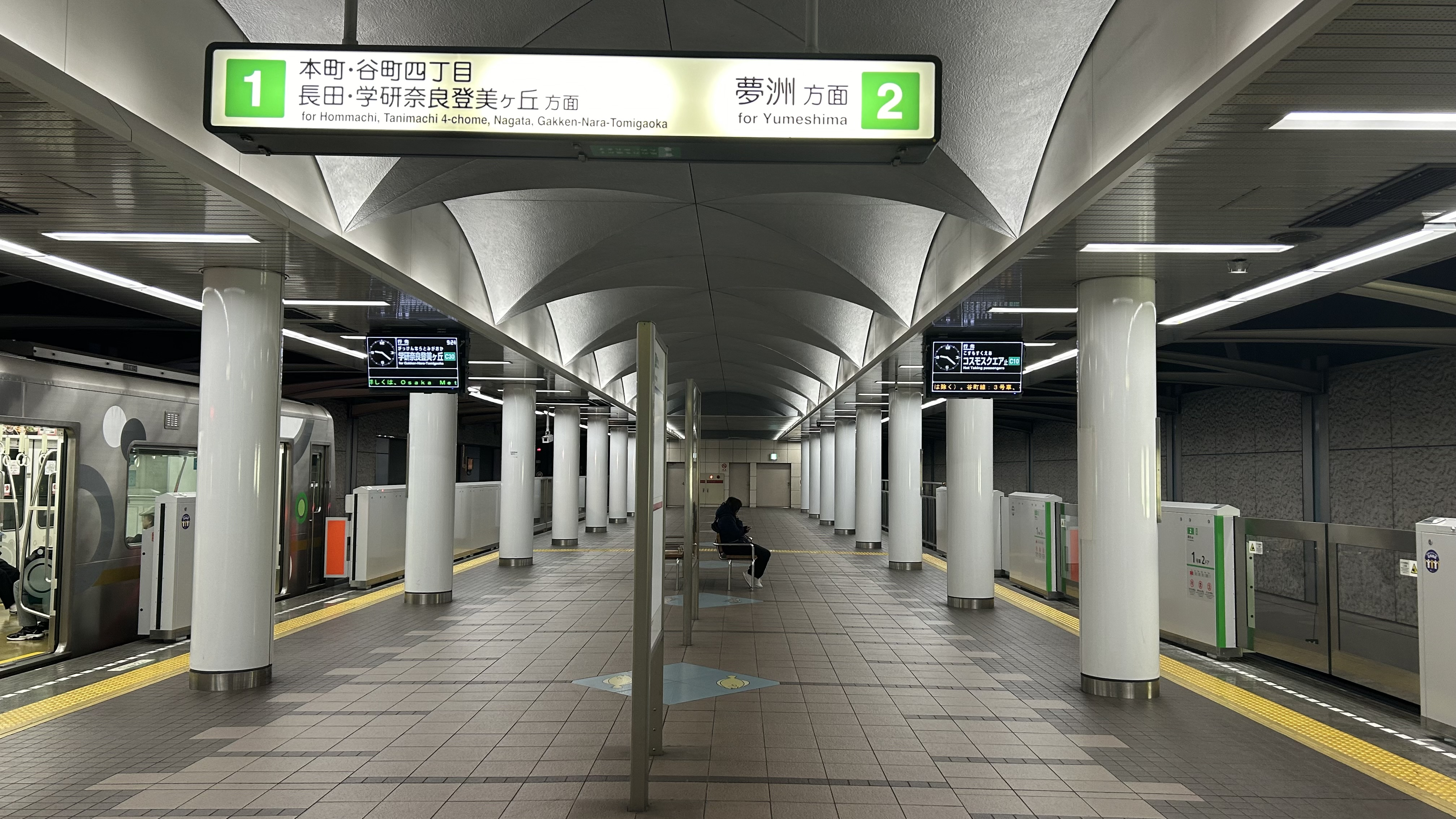
中央線1號與2號月台（2024年12月）

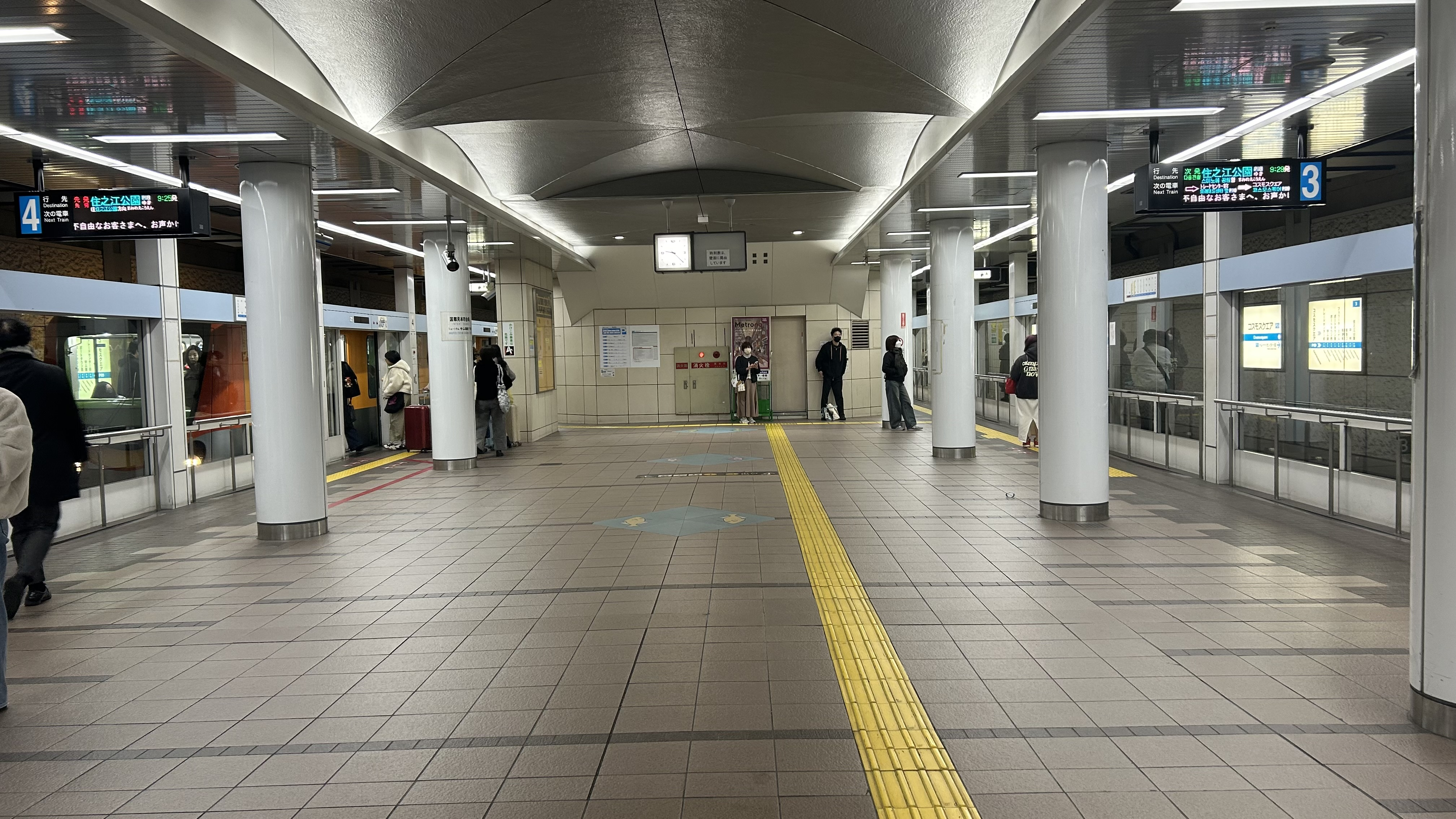
南港港城線3號與4月台（2024年12月）

| 月台             | 路線             | 目的地                                     |                  |
| 地下鐵中央線月台 | 地下鐵中央線月台 | 地下鐵中央線月台                           | 地下鐵中央線月台 |
| ---------------- | ---------------- | ------------------------------------------ | ---------------- |
| 1                | 中央線           | 本町、谷町四丁目、長田、學研奈良登美丘方向 |                  |
| 2                | 中央線           | 夢洲方向                                   |                  |
| 南港港城線月台   |                  |                                            |                  |
| 3、4             | 南港港城線       | 住之江公園方向                             |                  |

## 利用狀況
2023年11月7日的一日上下車人次為23,773人（上車人次：12,191人，下車人次：11,582人）。住之江區內的鐵路車站當中次於住之江公園站排行第2位。
| 年度               | 調查日   | 上車人次 | 下車人次 | 上下車人次 |
| ------------------ | -------- | -------- | -------- | ---------- |
| 1997年             | -        | 8,899    | -        | -          |
| 1998年             | -        | 10,555   | -        | -          |
| 1999年             | -        | 12,255   | -        | -          |
| 2000年             | -        | 11,982   | -        | -          |
| 2001年             | -        | 13,366   | -        | -          |
| 2002年             | -        | 12,400   | -        | -          |
| 2003年             | -        | 12,505   | -        | -          |
| 2004年             | -        | 11,877   | -        | -          |
| 2007年             | 11月13日 | 9,099    | 7,705    | 16,804     |
| 2008年             | 11月11日 | 9,946    | 8,933    | 18,879     |
| 2009年             | 11月10日 | 9,092    | 9,187    | 18,279     |
| 2010年             | 11月09日 | 10,387   | 9,562    | 19,949     |
| 2011年             | 11月08日 | 9,697    | 9,147    | 18,844     |
| 2012年             | 11月13日 | 10,277   | 10,354   | 20,631     |
| 2013年             | 11月19日 | 10,563   | 10,242   | 20,805     |
| 2014年             | 11月11日 | 11,188   | 10,516   | 21,704     |
| 2015年             | 11月17日 | 9,812    | 10,481   | 20,293     |
| 2016年             | 11月08日 | 10,127   | 10,469   | 20,596     |
| 2017年             | 11月14日 | 11,749   | 10,827   | 22,576     |
| 2018年             | 11月13日 | 12,240   | 11,461   | 23,701     |
| 2019年（令和元年） | 11月12日 | 13,565   | 13,085   | 26,650     |
| 2020年（令和02年） | 11月10日 | 10,515   | 10,096   | 20,611     |
| 2021年（令和03年） | 11月16日 | 11,161   | 10,699   | 21,860     |
| 2022年（令和04年） | 11月15日 | 11,220   | 10,720   | 21,940     |
| 2023年（令和05年） | 11月07日 | 12,191   | 11,582   | 23,773     |

## 歷史
2005年6月30日啟用的宇宙廣場車站原本是大阪港運輸系統（Osaka Transport System，常縮寫為OTS）所屬的「科技港線」（テクノポート線）與「新電車科技港線」（ニュートラムテクノポート線，是一條使用輪式有軌列車的中運量路線）的銜接車站，但在同年7月1日OTS所屬的鐵路業務之營運部分與大阪市交通局進行了統合（例如路線設施等硬體建設部份仍屬OTS自有），因此兩條路線分別併入「大阪市營地下鐵中央線」與「大阪市交通局南港港城線」。
2018年時大阪市交通局進行民營化，由大阪市出資另行成立非上市民營公司大阪市高速電氣軌道（Osaka Metro），並接手整合包括中央線與南港港城線在內的各路線。
- 1997年（平成9年）12月18日：以OTS科技港線與新電車科技港線沿線車站的身份正式啟用。
- 2000年（平成12年）：入選近畿車站百選（第一回）。
- 2005年（平城17年）7月1日：管理權移交至大阪市交通局。
- 2018年（平成30年）4月1日：大阪市交通局民營化，成立非上市公司大阪市高速電氣軌道經營原交通局所擁有的交通路線，本站也隨之成為該公司旗下的車站。

## 相鄰車站
大阪市高速電氣軌道（大阪地下鐵）
 中央線
夢洲（C09）－宇宙廣場（C10）－大阪港（C11）
 南港港城線（新電車）
宇宙廣場（P09）－貿易中心前（P10）

## 外部連結
- 車站Guide：宇宙廣場（中央線） - Osaka Metro
- 車站Guide：宇宙廣場（南港港城線） - Osaka Metro

34°38′35″N 135°24′45″E / 34.64306°N 135.41250°E